# 白鎰
白镒（1485年—？年），字應衡，山西太原府平定州人，軍籍。明朝政治人物。

## 生平
延绥巡抚白思明從子。治《書經》，嘉靖元年山西鄉試第六十四名舉人，年三十九歲中式嘉靖二年（1523年）癸未科會試第一百五十四名，第三甲第一百四十一名進士。授束鹿县知县，历扬州府通判，官至陕西按察司佥事，分巡隴右道。

## 家族
曾祖白琦，封监察御史。祖父白傑，封吏部员外郎。父白思聰，七品散官。母吕氏。永感下。兄白鏞，典科；白鐘，府檢校；白金，白思義子，正德十四年舉人、贡士，官至陕西佥事；弟白鎮，主簿；白銓，嘉靖元年舉人、贡士、阜平知县；白鑑，监生；白鈇，监生；白錞。